# ویلانووا مسیا
ویلانووا مسیا (به زبان اسپانیا: Villanueva Mesía ) یک شهرستان واقع در اسپانیا می باشد.که در استان گرانادا واقع شده‌است . در سال ۲۰۱۰، ۲۱۵۸ تن ساکن داشته است.